# Mouvement socialiste calédonien
Pour les articles homonymes, voir MSC.
Pour les autres articles nationaux ou selon les autres juridictions, voir Parti socialiste.
Le Mouvement socialiste calédonien (MSC) est créé en 1979 par des dissidents du Parti socialiste calédonien (PSC). La nouvelle direction de ce dernier, menée par son président Jacques Violette, décide de rejoindre le Front indépendantiste. Les membres anti-indépendantistes du mouvement le quittent (deux élus territoriaux sur trois, à savoir Alain Bernut et Claude Fournier). Deux nouveaux partis ressortent de cette séparation en vue des élections territoriales du 1er juillet 1979 : la Fédération socialiste calédonienne (FSC) de Claude Fournier et Gustave Lethezer, rejoints par d'anciens membres du Mouvement libéral calédonien (MLC, parti centriste et autonomiste fondé en 1971 par des Caldoches ayant quitté l'Union calédonienne) ayant refusé la fusion de ce dernier dans le RPCR en 1978, dont surtout Évenor de Greslan ; et le Mouvement socialiste calédonien (MSC). 
Ce dernier est créé par le premier président du PSC et précurseur de la représentation socialiste dans les institutions néo-calédoniennes, le journaliste et polémiste Alain Bernut. L'existence de ce nouveau parti est toutefois éphémère : elle ne présente pas de liste propre aux élections territoriales du 1er juillet 1979, et préfère à la place soutenir le Rassemblement pour la Calédonie dans la République (RPCR, principal mouvement anti-indépendantiste) du député Jacques Lafleur. Même si celui-ci est affilié au Rassemblement pour la République (RPR) et donc à la droite, Alain Bernut et le MSC finissent par le rejoindre définitivement par anti-indépendantisme.